# 粗尾赫氏甲鯰
粗尾赫氏甲鯰（学名：Harttiella crassicauda）為輻鰭魚綱鯰形目甲鯰科的其中一種，為熱帶淡水魚，分布於南美洲蘇利南Marowijne河流域，體長可達4.9公分，棲息在森林覆蓋、砂石底質溪流底層水域，生活習性不明。
其种加词“crassicauda”意为“厚尾的”。